# Jubaeopsis
Jubaeopsis é um género botânico pertencente à família Arecaceae.
J caffra Becc.Palmeira-do-Pondo e espécie vulnerável.
1. ↑  «Jubaeopsis — World Flora Online». www.worldfloraonline.org. Consultado em 19 de agosto de 2020